# Орињак
Орињак (фр. Aurignac) насеље је и општина у јужној Француској у региону Миди Пирене, у департману Горња Гарона која припада префектури Сен Годан.
По подацима из 2011. године у општини је живело 1171 становника, а густина насељености је износила 65,24 становника/km². Општина се простире на површини од 17,95 km². Налази се на средњој надморској висини од 400 метара (максималној 511 m, а минималној 295 m).

## Демографија
| 1962. | 1968. | 1975. | 1982. | 1990. | 1999. | 2011. |
| ----- | ----- | ----- | ----- | ----- | ----- | ----- |
| 916   | 971   | 966   | 976   | 983   | 980   | 1.171 |

График промене броја становника у току последњих година